# تسويق انغماسي

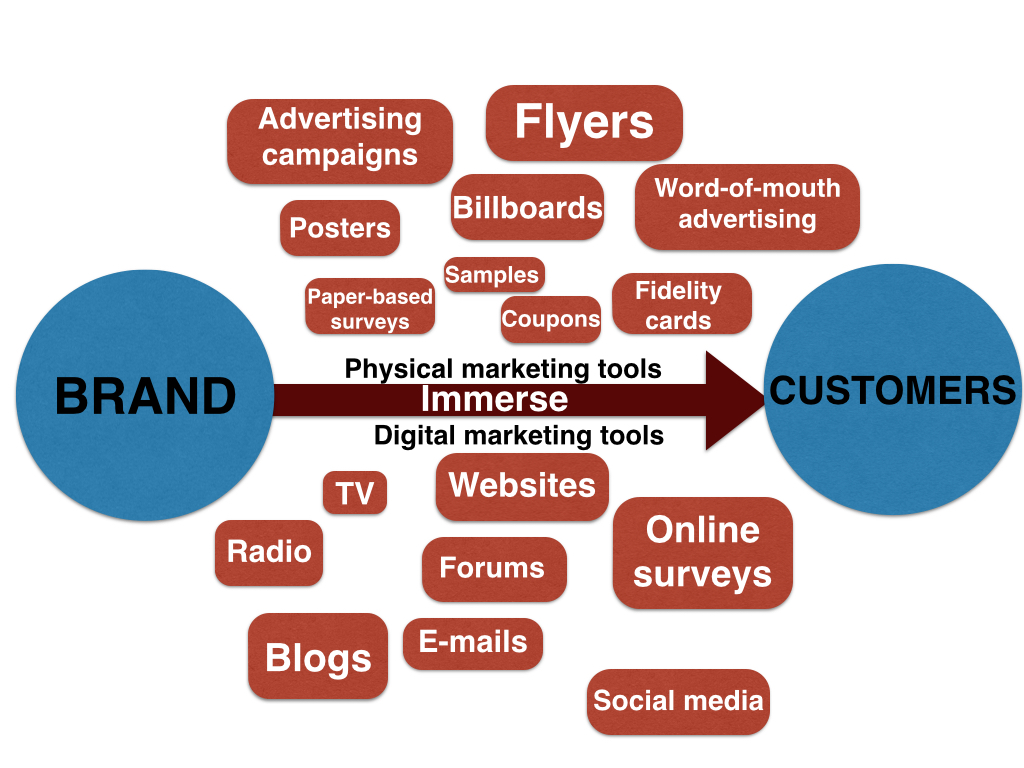

يشمل مصطلح التسويق الانغماسي كلًا من الإعلان التقليدي، والعلاقات العامة، والإعلان الشفهي، والتسويق الرقمي، واختيار العينات، والكوبونات، وشركات التضامن للأفراد وطرقًا أخرى لتطويق المستهلك برسائل كثيفة حول العلامة التجارية. في حقيقة الأمر، يطوق التسويق الانغماسي العلامة التجارية أو المنتج أو الشركة، ولذلك تؤدي أقسام الإعلان، أو العلاقات العامة، أو ممثلوهم دورًا شاملًا تجاه توصيل نفس رسالة العلامة التجارية عبر قنوات توزيعية متعددة.